# Johann Ludwig Bleuler
Johann Ludwig Bleuler, genannt Louis Bleuler (* 12. Februar 1792 in Feuerthalen; † 28. März 1850 in Laufen-Uhwiesen) war ein Schweizer Verleger, Landschaftszeichner und Maler.

## Leben
Johann Ludwig Bleuler wurde als Sohn des seinerzeit berühmten Schweizer Landschaftsmalers und Kleinmeisters Johann Heinrich Bleuler der Ältere geboren; er war der jüngere Bruder des Malers Johann Heinrich Bleuler der Jüngere (1787–1857). Im Kunstverlag seines Vaters erhielt er eine gründliche handwerkliche und künstlerische Ausbildung als Maler und Zeichner.
In den Jahren 1817/18 unternahm Bleuler Reisen in die bündnerischen Rheintäler, fertigte erste Landschaftsstudien an und nahm 1819 an der Ausstellung der Künstlergesellschaft in Zürich teil. Im selben Jahr ging er auf Bildungs- und Geschäftsreise nach Brüssel und Amsterdam. Bei seinem anschliessenden Aufenthalt in Paris begegnete er seiner späteren Frau Antoinette Trillié (1802–1873). Nach Feuerthalen zurückgekehrt, übernahm Bleuler nach seiner Heirat zusammen mit dem älteren Bruder Heinrich die Führung des väterlichen Betriebes.
1824 gründete Bleuler in Schaffhausen seinen eigenen Verlag. Die um 1820 begonnenen und stetig erweiterten Landschaftsstudien lancierte er um 1827 in einer druckgrafischen, den gesamten Rheinlauf wiedergebenden Vedutenfolge, die die Verlagsproduktion bis zu seinem Tod dominieren sollte. Um 1845 erschien Bleulers Hauptwerk Voyage pittoresque aux bords du Rhin et de la Suisse. Für den Publikumserfolg dieser Werke sorgte nicht zuletzt die angewandte Technik: die detailgetreu als Umriss- oder Aquatinta-Radierung vervielfältigten Ansichten wurden sämtlich von Hand unter Verwendung deckender Gouachefarben koloriert, was ihnen ihre an Altmeistermalerei erinnernde Wirkung verlieh.
1833 hatte Bleuler seinen Wohnsitz und die stetig wachsende Werkstatt in das Schloss Laufen am Rheinfall verlegt. Zu den wichtigsten Künstlern der Bleulerschen Werkstatt zählen Egidius Federle, Rudolf Weymann und Konrad Corradi sowie Rudolf Meyer. Weitere Künstler waren Hans Neukomm, Heinrich Uster, Ulrich Müller, Johann Siegrist, Johann Jacob Stierlin, Jakob Eggli, Johann Heinrich Gossauer (1824–1889) und Emanuel Labhardt der bereits bei Johann Heinrich Wirz gelernt hatte.
Unternehmerischer Höhepunkt und zugleich Bleulers letzter Auslandsaufenthalt war 1837/38 eine Reise an den Zarenhof in St. Petersburg, bei der er sich jedoch eine schwere Krankheit zuzog. In den folgenden Jahren brachten ihn die Umwälzungen jener Zeit zunehmend in Schwierigkeiten und trieben das Unternehmen an den Rand des Ruins. Der übersättigte Markt und neue Reproduktionstechniken trugen das Ihre dazu bei. Nach seinem Tod wurde er auf dem Friedhof bei der reformierten Kirche von Laufen beerdigt. Das Grab auf eigener Parzelle besteht bis heute (Stand März 2018).

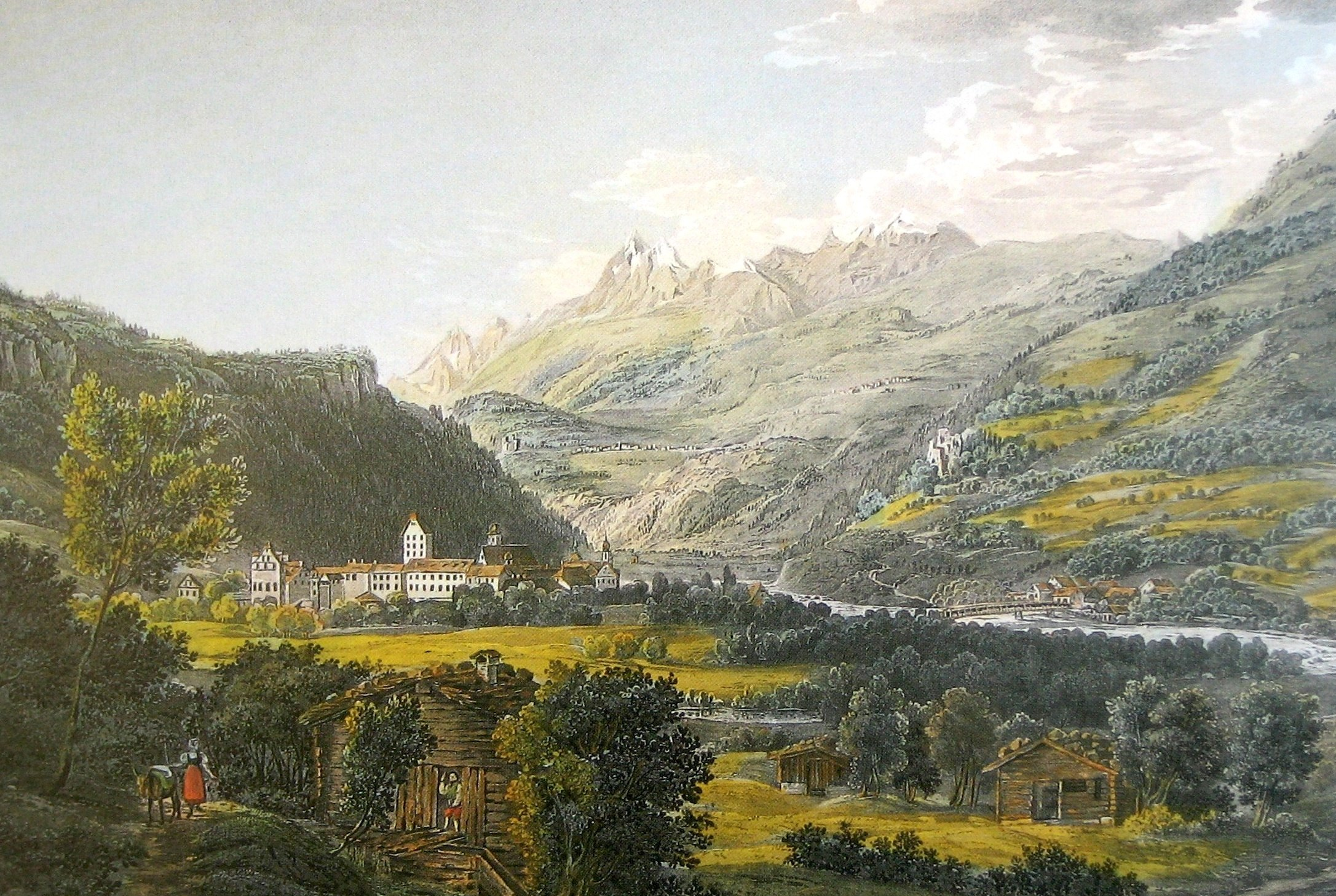
Blick auf die Stadt Ilanz am Vorderrhein
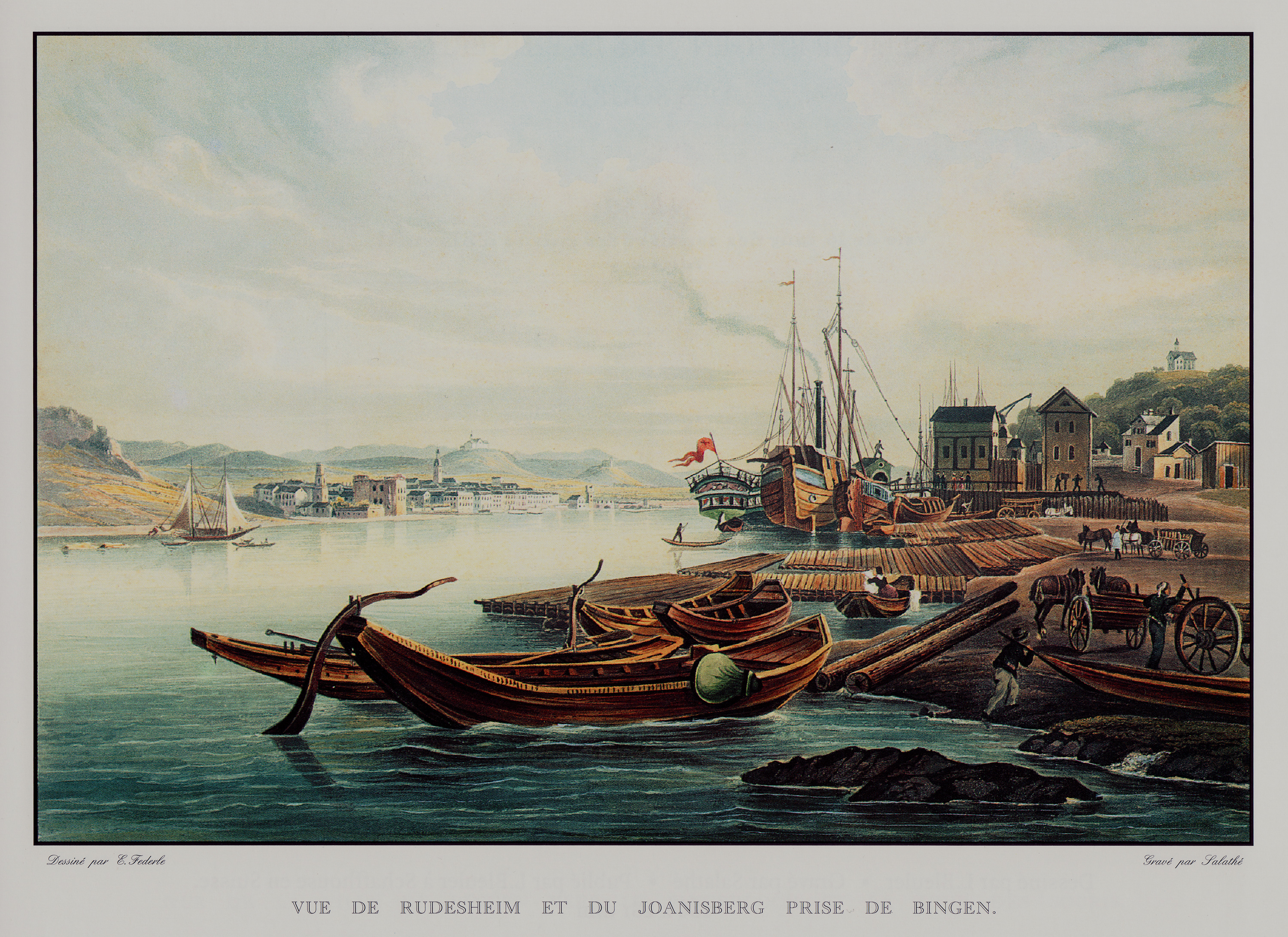
Blick von Bingen über den Rhein nach Rüdesheim
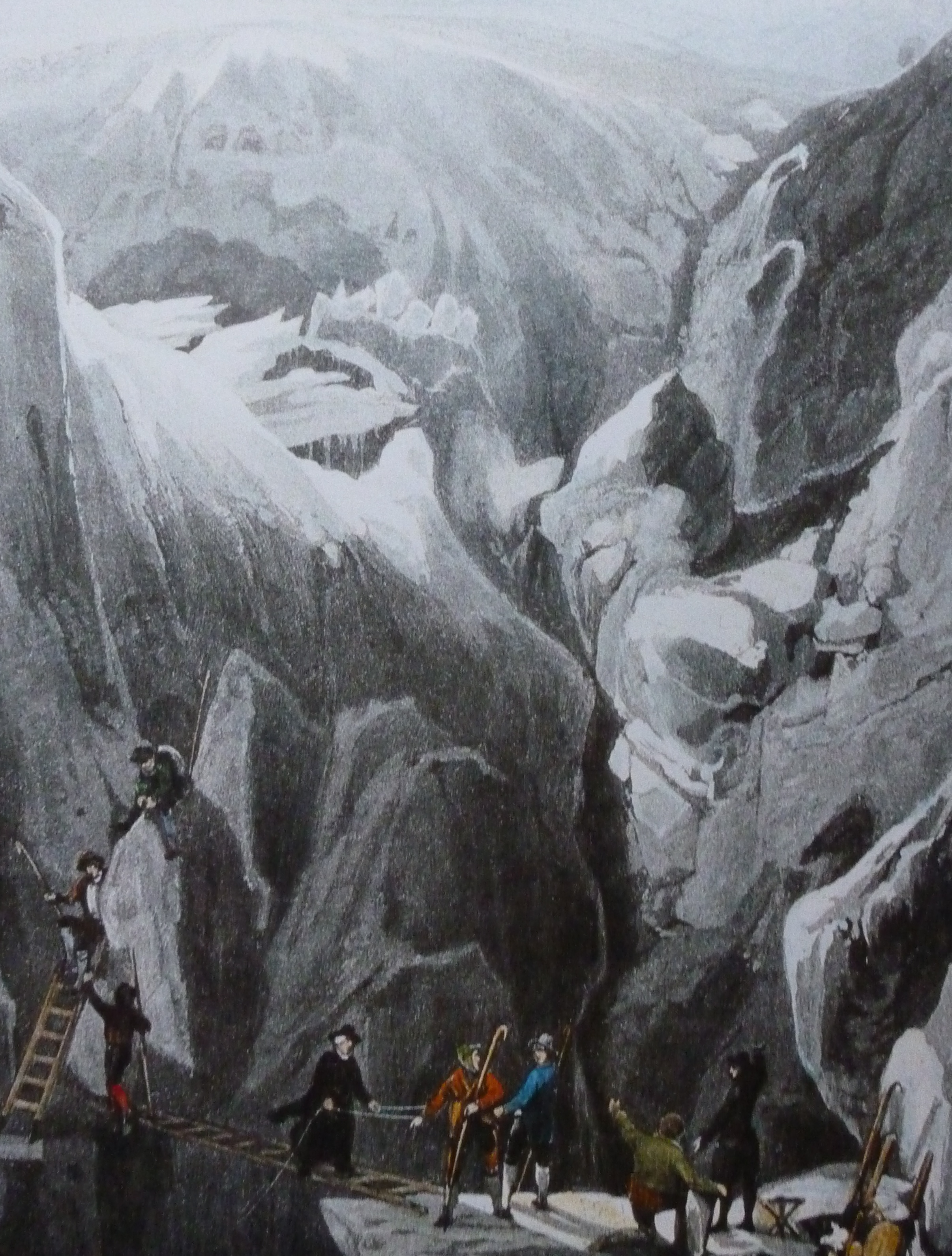
Placidus a Spescha beim Überqueren des Rheinwaldgletschers
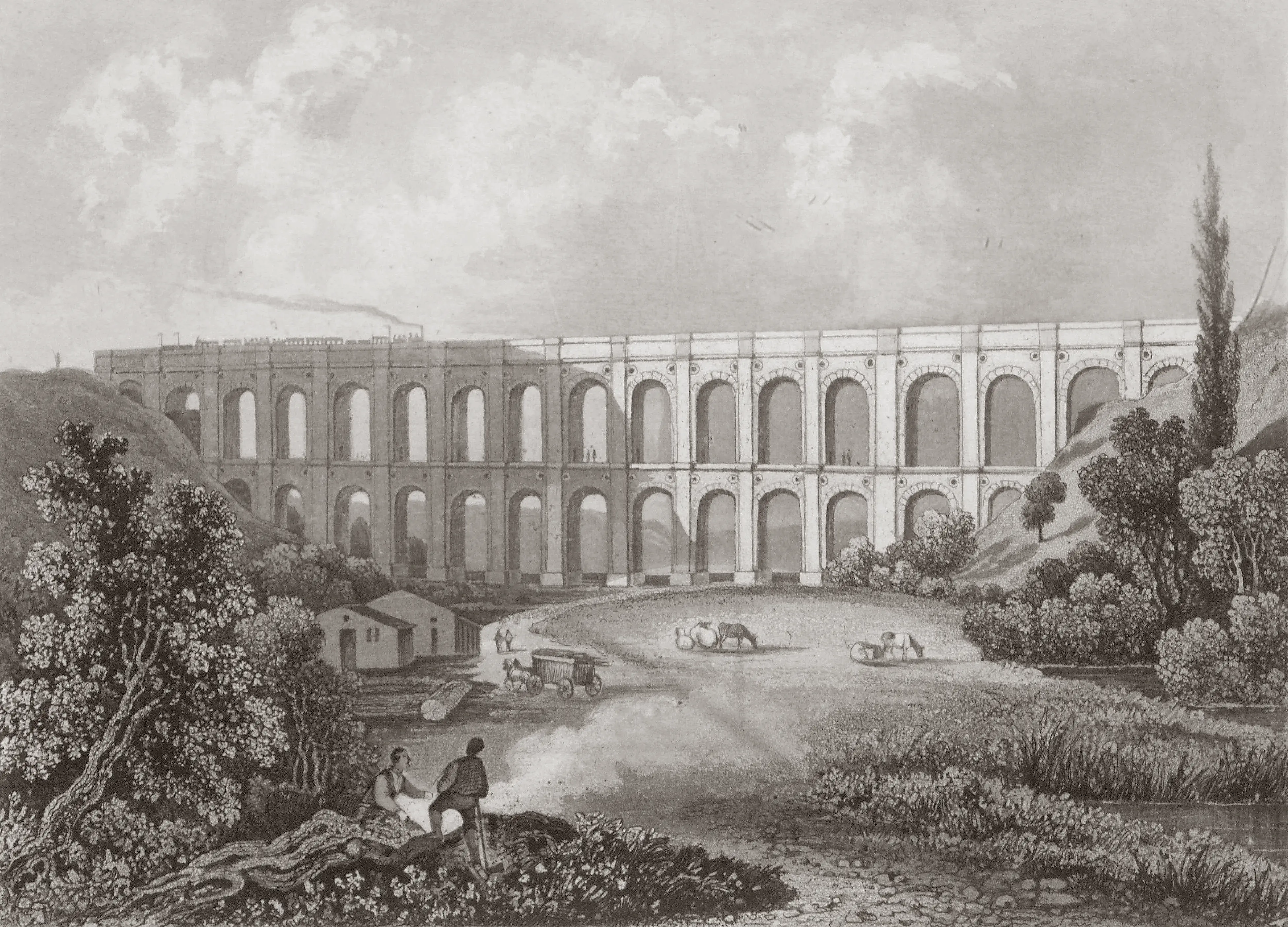
Göhltalviadukt (heute: Hammerbrücke Hergenrath) um 1843